# へび座ラムダ星
へび座λ星（へびざラムダせい、λ Serpentis、λ Ser）は、へび座（頭部）の恒星である。見かけの等級は4.42で、肉眼でみることができる。ガイアが測定した年周視差に基づく太陽からの距離は、約38.5光年である。

## 特徴
| 太陽 | へび座λ星 |
| ---- | --------- |
| 太陽 | Exoplanet |

へび座λ星は、スペクトル型が太陽に近く、G0 Vvar型と分類される。質量は太陽より若干大きく、半径と有効温度も太陽よりやや上、光度は太陽の倍程度と推定される。
へび座λ星の視線速度は-66.4km/sと、比較的高速で太陽系に接近している。およそ16万7000年後に、へび座λ星は太陽に最接近し、その時の距離は7.43光年と推定される。

### 連星・惑星系の可能性
へび座λ星は、視線速度の時間変化から、周期が1837日の分光連星であると考えられた。軌道長半径が5900万km、離心率が0.55という軌道要素も求められた。ただし、半世紀前にリック天文台で測定された視線速度で周期を決め、それを基にキットピーク国立天文台での観測から軌道要素を求めたものであった。この軌道要素については異論が挙がり、データを検証した結果、周期が誤っているとされたり、また、リック天文台で新たに測定された視線速度の分析から、明確な周期が求まらず、視線速度変化も当初求められた数値の数%以下となるなど、疑問視されるようになった。結局、分光連星であることを提唱した天文学者自身が後に、視線速度は一定で単独星であるとし、その後の研究でも連星ではないと報告されている。
一方、へび座λ星は、古くから変光星である可能性が指摘されており、変光星総合カタログにも候補として記載されている。ヒッパルコス星表でも、微小な変光の可能性が記載されており、伴天体の兆候かもしれない。